# Heinrich Strakerjahn

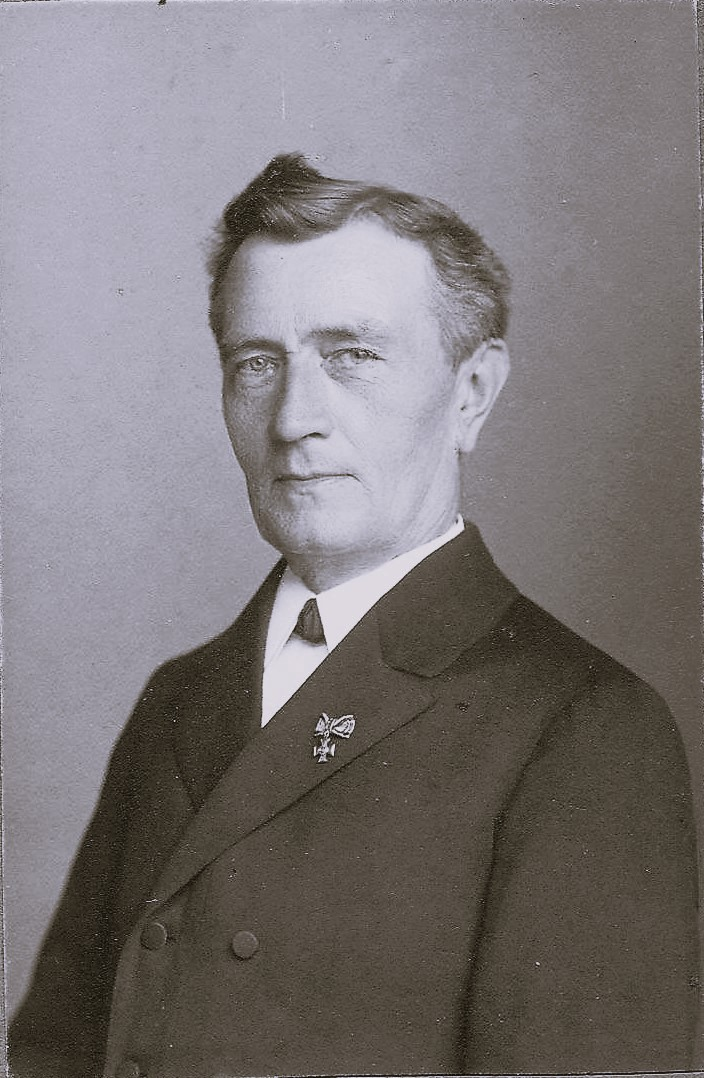
Heinrich Strakerjahn

Johann Caspar Heinrich Strakerjahn (* 29. November 1856 in Oldendorf bei Halle in Westfalen; † 10. Juni 1943 ebenda) war ein deutscher Sonderpädagoge und Mitbegründer des Verbands der Hilfsschulen Deutschlands.

## Leben

### Herkunft
Heinrich stammte von einem Bauernhof in Westfalen im Teutoburger Wald. Dessen Besitzer führten seit 700 Jahren den Namen Strakerjahn.

### Laufbahn
Seine Vorbildung für den Lehrerberuf erhielt Strakerjahn auf dem Realgymnasium in Bielefeld und dem Lehrerseminar in Petershagen. Nach einjähriger Tätigkeit an einer Volksschule folgte er dem Ruf an die Taubstummenanstalt nach Petershagen.
Im August 1883 wurde Strakerjahn zum Lehrer der Taubstummenanstalt in Lübeck, zu jenem Zeitpunkt ein Institut der Gesellschaft zur Beförderung gemeinnütziger Tätigkeit, erwählt und vom Oberschulkollegium bestätigt. Zum 1. September des Jahres trat er sein Amt an. Auf der Versammlung der Gesellschaft am 13. November 1883 nannte deren Direktor, Senatssekretär Eschenburg, unter anderem Strakerjahn als seit dem Stiftungsfest neu eingetretenes Mitglied.
Die Not dieser Kinder, neben taubstummen wurden ihm auch geistesschwache und sprachlich zurückgebliebene Kinder zugeführt, veranlasste ihn für die Errichtung einer besonderen Schule für Schwachbegabte einzutreten. Sein Bemühen war erfolgreich. Zu Ostern 1888 wurde die Taubstummenschule in Verbindung mit einer Schule für schwachbefähigte Kinder vom Staat übernommen und zeitgleich der Schulzwang für taubstumme Kinder eingeführt. Der neu errichteten Schule ist von der Oberschulbehörde der Name Augusta-Schule beigelegt worden. Lübeck gehörte somit zu den ersten deutschen Staaten, die den Schulzwang für Taubstumme einführten und eine selbstständige Schule für Schwachbefähigte errichteten.
Bei einer in sämtlichen städtischen und vorstädtischen Schulen Lübecks angestellten Ermittlung wurden 96 Stotternde und 14 Stammelnde Kinder gezählt. Zu deren Heilung beschloss die Oberschulbehörde 1889 die Einrichtung eines Versuchskurses. Mit dessen Leitung wurde Strakerjahn, Hauptlehrer an der Augusta-Schule für taubstumme und schwachbefähigte Kinder, betraut. Der Kursus bewährte sich und wurde fortgeführt.
Die Augusta-Schule wurde 1889 mit der Schule für Schwachbefähigte unter dem Namen Behrend-Schrödersche Schule vereinigt und Strakerjahn zu deren Direktor ernannt. 1894 war hier auch ein Nebenunterricht für epileptische Kinder eingeführt worden. Wie sich die Einrichtung während der vorangehenden fünf Jahre entwickelt hatte dokumentierte er in einem in der Gesellschaft gehaltenen Vortrag.
Bis zu Strakerjahns Ausscheiden entwickelte sich die Schule für Schwachbefähigte zu einem sechsstufigen System mit etwa 230 Kindern, die in zwölf Klassen und einer Vorklasse unterrichtet wurden. Ihr guter Ruf drang weit über die Grenzen Lübecks hinaus und zahlreiche Hilfsschulen wurden nach ihrem Muster eingerichtet. Mehr als 50 Schulmänner aus dem In- und Ausland hospitierten in der Schule, um an Strakejahns heilpädagogischem Wissen zu partizipieren.
Im Anschluss an seinem im Oktober 1901 gehaltenem Vortrag über die Errichtung einer Erziehungs- und Pflegeanstalt für Geistesschwache wurde eine Kommission gebildet. Ihr Zweck bestand darin, Strakerjahns Vorschläge noch weiter auszuarbeiten und in Erwägung zu ziehen.
Auf der Hauptversammlung des „Vereins für Schulgesundheitspflege“ wurde Strakerjahn in deren Vorstand gewählt.
Seine Hauptarbeit galt dem inneren und äußeren Ausbau der Hilfsschule. Die Einführung der Hilfsschullehrerprüfung hatte er sich in der Hilfsschulsache einen bleibenden Verdienst erworben. Nach der von ihm übernommenen Vorbereitung fand sie erstmals in der letzten Woche seiner amtlichen Tätigkeit in Lübeck statt.
Neben seiner eigentlichen Berufstätigkeit schrieb Strakerjahn fachwissenschaftliche Abhandlungen, hielt regelmäßig Vorträge und war im Vorstand mehrerer Wohltätigkeitsvereine tätig.
Besonders nahm er sich der erwachsenen Taubstummen an. Seit 1883 hielt er ihnen monatlich unentgeltlich einmal einen Gottesdienst. Bis Neujahr 1919, als der Arbeiter- und Soldatenrat ihm die Führung der erwachsenen Taubstummen aus der Hand nahm, war er jenen ein treuer Freund und Berater.
In der lübeckischen Lehrerschaft war Strakerjahn seiner methodischen Tüchtigkeit wegen ein hoch geschätztes Mitglied. Nebenamtlich war er an der Lehrerinnen-Bildungsanstalt tätig und unterrichtete über 19 Jahre angehende Lehrerinnen während ihrer Ausbildung. Zu seinem fünfundzwanzigjährigen Hauptlehrerjubiläum verlieh ihm der Großherzog von Oldenburg in Anerkennung seiner Verdienste um die taubstummen und schwachsinnigen Kinder im Fürstentum Lübeck am 17. Januar 1913 das mit dem Verdienstorden verbundene Ehrenkreuz 1. Klasse.
Bei den Wahlen in der Gemeinnützigen zu Vorstehern der I. Kleinkinderschule am 18. Februar 1919 sind an Stelle des ausscheidenden Pastors Denker und Rektors Hermann Gottschalk der Hauptpastor Boelke, der Kaufmann Heinrich Heickendorf und der Rektor Strakerjahn gewählt wurden.
Bereits im Alter von 65 Jahren hatte Strakerjahn zum 1. Juli 1923 um seine Pensionierung nachgesucht. Ein Jahr darauf wurde dem Beamtenabbau folgend seinem Gesuch entsprochen.
1932 verließ Strakerjahn die Hansestadt und kehrte auf den Besitz seiner Familie zurück. Als die NSDAP 1938 das dortige Hagedorn-Denkmal am Bergkamp beseitigen wollte, war es ihm zu verdanken, dass es erhalten blieb.
Auf dem historischen Friedhof I in Halle/Westfalen ist sein Grab bis heute erhalten.
Am 29. April 1952 erhielt die damalige Hilfsschule an der Stadtfreiheit, Am Neuhof 1a, den Namen Strakerjahnschule. Als seit Jahrzehnten die größte ihrer Art in Schleswig-Holstein, fusionierte sie 2014 mit der Hans-Christian-Andersen-Schule und der Anton-Schilling-Schule zur Astrid-Lindgren-Schule.

### Verband der Hilfsschulen Deutschlands
1898 wurde der Verband der Hilfsschulen Deutschlands, der heutige Verband Sonderpädagogik, von Strakerjahn mit gegründet. Als besondere Anerkennung seiner Tätigkeit wurde vom 18. bis 20. April 1911 der VIII. Verbandstag der Hilfsschulen Deutschlands in Lübeck abgehalten. Mehr als 400 Menschen aus ganz Deutschland nahmen an dem Kongress, dessen Hauptversammlung im Marmorsaal stattfand, teil.
Werkunterricht, Arbeitsschule und Werkstättenunterricht zählten zu jener Zeit zu den modernen Schlagworten der Pädagogik und keines von diesen wurde als besonders treffend angesehen. Begleitend zu der Tagung fand in der Ernestinenschule eine sehr umfangreiche Ausstellung statt. Die Vielseitigkeit der dargestellten Übungen und Ausstellungsstücke vermittelten deren Reichhaltigkeit.

### Erziehungsheim
Auch für die Unterstützung der Eltern geistesschwacher Kinder trat Strakerjahn ein. Auf seine Initiative hin wurde 1903 der Verein zur Fürsorge für Geistesschwache gegründet.
Am 27. Juni 1906 konnte der Verein in der Klosterstraße 10 ein mit 6 Zöglingen belegtes Provisorium eröffnen. An dem Feiertage der Silberhochzeit des Kaiserpaares schenkte der Senat und die Bürgerschaft dem Verein 30000 Mark mit der Bestimmung, dass diese als Fonds für eine neue Anstalt zu verwenden seien. Am 28. Juni 1907 wurden von den inzwischen 27 Zöglingen geeignetere Räume in einer Baracke bezogen. Im gleichen Jahr wurde an den Senat eine Bitte einer unentgeltlichen Zurverfügungstellung eines Areals für ein angemessenes neues Erziehungsheim eingereicht.
Nach fünfjährigen erfolglosen Verhandlungen erwarb der Vorstand des Vereins für 15000 Mark ein 1¼ ha großes hochgelegenes Gelände an der Triftstraße am Eingang des Dorfes Vorwerk inmitten einer früheren Obstplantage. Es war von der Schwartauer Allee, auf der die Straßenbahn verkehrte, aus sichtbar und über einen Weg erreichbar. Das Gelände musste hinreichend Platz für 65 Zöglinge haben. Die Ausschreibung für das Gebäude gewann der Entwurf des Architekturbüros Schöss und Redelsdorf.
Es war ein 48 m langer Ziegelrohbau mit Ziegeldach. An seinem Mittelbau zwei wenig vorspringende Flügel angegliedert waren. Die Wohnung des Leiters der Anstalt, der frühere Seminarübungslehrers P. Burwik, befand sich im Ostflügel. Im Erdgeschoss waren die Unterrichtsräume und Wohnzimmer der Zöglinge sowie die Tagesräume untergebracht. Den Tagesräumen war auf beiden Seiten ein terrassenförmiger Anbau vorgelagert. Im Obergeschoss waren die Schlafräume, die Zimmer für das Aufsichts- und Pflegepersonal, Krankenzimmer sowie einer Abteilung für Pensionäre. Im Kellergeschoss befand sich die Heizungsanlage, Badeeinrichtungen, Küchen und der große Speisesaal. Die Wasserversorgung erfolgte über Brunnen im eigenen Garten der Anstalt.
Bedingt durch den Kriegsausbruch konnte das Gebäude nicht wie geplant am 1. Oktober 1914 übergeben werden. Der Verein konnte den Bürgermeister, Senat und Bürgerschaft, sowie Freunde des Vereins erst am Sonntag, den 6. Dezember des Jahres, 2. Advent, zur Besichtigung des auf Basis Fonds und einem auf fünf Jahre angelegten Kredit errichteten neuen Erziehungsheims, die Keimzelle der heutigen Vorwerker Diakonie bildende Heims, einladen.

Neues Pflege- und Erziehungsheim (1914)
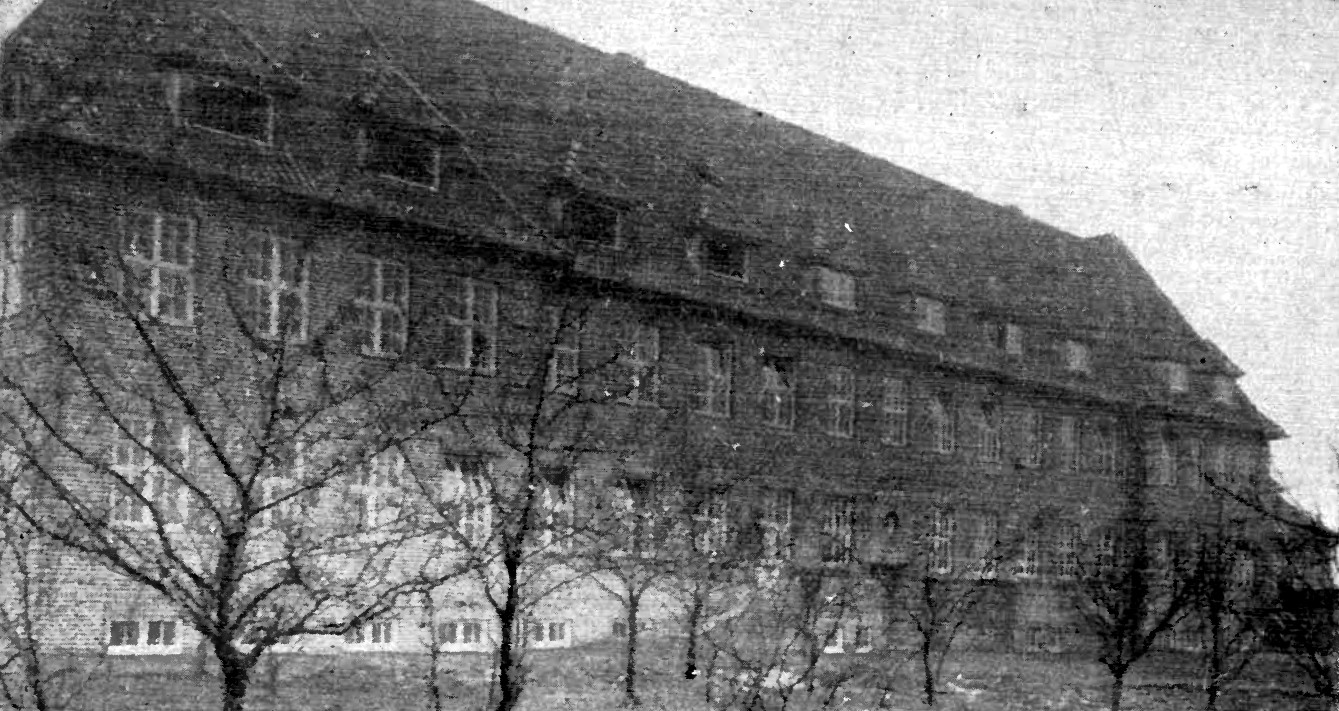
Gebäude
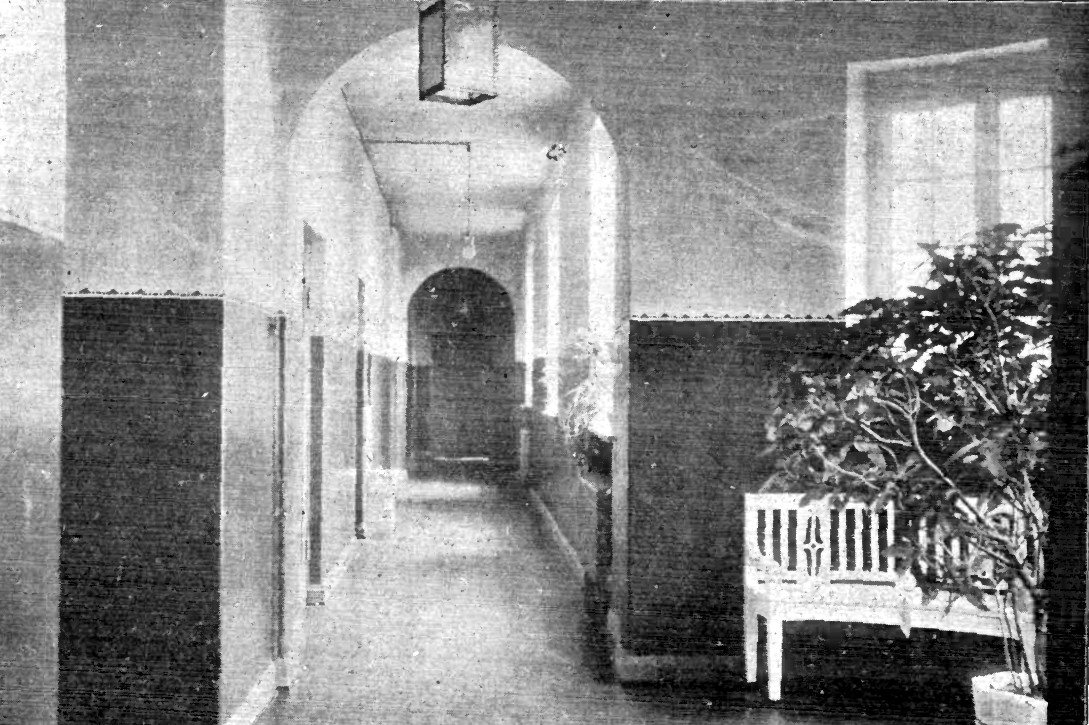
Flur

## Schriften
- Zur Fürsorge für geistig und körperlich behinderte Kinder. Lübeck 1894.[16]
- Die Temperamente. Lübeck 1895.[17]
- Errichtung einer Erziehungs- und Pflegeanstalt für Geistesschwache. Lübeck 1901.[18]
- Sprachstörungen. Lübeck 1903.[19]
- Der erste Sprechunterricht (Artikulationsunterricht) bei Geistesschwachen. Beyer, Langensalza 1908.
- Bestrebungen auf dem Gebiete der Eugenik. Lübeck 1914.[20][21]
- Über die Bedeutung der Vererbung für die Entstehung geistiger Minderwertigkeit. Lübeck 1917.[22]